# Algarve Cup 2019
Algarve Cup 2019 var den 26. udgaven af Algarve Cup, der er en fodboldturnering for kvinder som er en turnering for inviterede hold, der afholdes hvert år i Portugal. Den fandt sted fra den 27. februar til den 6. marts 2019.
Norge slog Polen 3–0 i finalen og vandt deres femte titel, og deres første siden 1998 udgaven.

## Gruppespil
Grupperne blev annonceret i midten af januar 2019
Alle tidspunkter er lokale (UTC±0).

### Gruppe A
| Pos | Hold     | K | V | U | T | M+ | M- | MF | P |
| --- | -------- | - | - | - | - | -- | -- | -- | - |
| 1   | Canada   | 2 | 1 | 1 | 0 | 1  | 0  | +1 | 4 |
| 2   | Skotland | 2 | 1 | 0 | 1 | 4  | 2  | +2 | 3 |
| 3   | Island   | 2 | 0 | 1 | 1 | 1  | 4  | −3 | 1 |

| 27. februar 2019 13:15 |

| Canada | 0–0     | Island |
| ------ | ------- | ------ |
|        | Rapport |        |

| Bela Vista Municipal Stadium, Parchal |

| 1. marts 2019 13:15 |

| Skotland | 0–1     | Canada                |
| -------- | ------- | --------------------- |
|          | Rapport | Sinclair 81' (str.) · |

| Lagos Municipal Stadium, Lagos |

| 4. marts 2019 14:00 |

| Island            | 1–4     | Skotland                                       |
| ----------------- | ------- | ---------------------------------------------- |
| Gunnarsdóttir 57' | Rapport | - Arnot 13', 66' - Cuthbert 32' - Little 55' · |

| Bela Vista Municipal Stadium, Parchal |

### Gruppe B
| Pos | Hold    | K | V | U | T | M+ | M- | MF | P |
| --- | ------- | - | - | - | - | -- | -- | -- | - |
| 1   | Polen   | 2 | 2 | 0 | 0 | 4  | 0  | +4 | 6 |
| 2   | Spanien | 2 | 1 | 0 | 1 | 2  | 3  | −1 | 3 |
| 3   | Holland | 2 | 0 | 0 | 2 | 0  | 3  | −3 | 0 |

| 27. februar 2019 17:15 |

| Spanien          | 2–0     | Holland |
| ---------------- | ------- | ------- |
| Hermoso 22', 64' | Rapport |         |

| Bela Vista Municipal Stadium, Parchal Dommer: Marie-Soleil Beaudoin (Canada) |

| 1. marts 2019 16:45 |

| Polen                                   | 3–0     | Spanien |
| --------------------------------------- | ------- | ------- |
| - Dudek 25' - Balcerzak 34' - Pajor 49' | Rapport |         |

| Lagos Municipal Stadium, Lagos Dommer: Lucila Venegas (Mexico) |

| 4. marts 2019 17:30 |

| Holland | 0–1     | Polen        |
| ------- | ------- | ------------ |
|         | Rapport | Winczo 42' · |

| Bela Vista Municipal Stadium, Parchal |

### Gruppe C
| Pos | Hold    | K | V | U | T | M+ | M- | MF | P |
| --- | ------- | - | - | - | - | -- | -- | -- | - |
| 1   | Norge   | 2 | 2 | 0 | 0 | 5  | 2  | +3 | 6 |
| 2   | Danmark | 2 | 1 | 0 | 1 | 2  | 2  | 0  | 3 |
| 3   | Kina    | 2 | 0 | 0 | 2 | 1  | 4  | −3 | 0 |

| 27. februar 2019 13:15 |

| Norge                     | 2–1     | Danmark       |
| ------------------------- | ------- | ------------- |
| - Åsland 77' - Utland 90' | Rapport | - Nadim 17' · |

| Estádio Algarve |

| 1. marts 2019 13:15 |

| Kina     | 1–3     | Norge                                        |
| -------- | ------- | -------------------------------------------- |
| Wang 90' | Rapport | - Herlovsen 9' - Wu 31' (s.m.) - Haavi 42' · |

| Albufeira Municipal Stadium, Albufeira |

| 4. marts 2019 13:15 |

| Danmark           | 1–0 | Kina |
| ----------------- | --- | ---- |
| Harder 60' (str.) |     |      |

| VRS António Sports Complex, Vila Real de Santo António |

### Gruppe D
| Pos | Hold     | K | V | U | T | M+ | M- | MF | P |
| --- | -------- | - | - | - | - | -- | -- | -- | - |
| 1   | Sverige  | 2 | 1 | 0 | 1 | 5  | 3  | +2 | 3 |
| 2   | Schweiz  | 2 | 1 | 0 | 1 | 4  | 5  | −1 | 3 |
| 3   | Portugal | 2 | 1 | 0 | 1 | 3  | 4  | −1 | 3 |

| 27. februar 2019 16:45 |

| Sverige                              | 4–1     | Schweiz              |
| ------------------------------------ | ------- | -------------------- |
| - Larsson 7', 40', 67' - Asllani 62' | Rapport | - Crnogorčević 26' · |

| Estádio Algarve Dommer: Laura Fortunato (Argentina) |

| 1. marts 2019 16:45 |

| Portugal                 | 2–1     | Sverige     |
| ------------------------ | ------- | ----------- |
| - Silva 71' - Neto 90+4' | Rapport | Björn 68' · |

| Albufeira Municipal Stadium, Albufeira Dommer: María Belén Carvajal (Chile) |

| 4. marts 2019 16:45 |

| Schweiz                                     | 3–1     | Portugal     |
| ------------------------------------------- | ------- | ------------ |
| - Crnogorčević 60' - Kiwic 66' - Müller 86' | Rapport | Norton 27' · |

| VRS António Sports Complex, Vila Real de Santo António |

## Hold
| Hold     | FIFA Rankings (December 2018) |
| -------- | ----------------------------- |
| Canada   | 5                             |
| Holland  | 7                             |
| Sverige  | 9                             |
| Spanien  | 12                            |
| Norge    | 13                            |
| Kina     | 15                            |
| Danmark  | 17                            |
| Schweiz  | 18                            |
| Skotland | 20                            |
| Island   | 22                            |
| Portugal | 32                            |
| Polen    | 34                            |

## Slutplaceringer
| Nr.                              | Hold     |
| -------------------------------- | -------- |
| 1                                | Norge    |
| 2. plads, sølvmedaljemodtager(e) | Polen    |
| 3                                | Canada   |
| 4                                | Sverige  |
| 5                                | Skotland |
| 6                                | Danmark  |
| 7                                | Spanien  |
| 8                                | Schweiz  |
| 9                                | Island   |
| 10                               | Portugal |
| 11                               | Holland  |
| 12                               | Kina     |

## Målscorere
3 mål
- Jennifer Hermoso
- Mimmi Larsson

2 mål
- Isabell Herlovsen
- Lizzie Arnot
- Ana-Maria Crnogorčević

1 mål
- Christine Sinclair
- Wang Shanshan
- Yao Wei
- Pernille Harder
- Nadia Nadim
- Agla María Albertsdóttir
- Sara Björk Gunnarsdóttir
- Svava Rós Guðmundsdóttir
- Selma Sól Magnúsdóttir
- Margrét Lára Viðarsdóttir
- Vivianne Miedema
- Therese Sessy Åsland
- Emilie Haavi
- Caroline Graham Hansen
- Karina Sævik
- Lisa-Marie Karlseng Utland
- Patrycja Balcerzak
- Paulina Dudek
- Ewa Pajor
- Agnieszka Winczo
- Mónica Mendes
- Cláudia Neto
- Andreia Norton
- Dolores Silva
- Erin Cuthbert
- Kim Little
- Jane Ross
- Kosovare Asllani
- Nathalie Björn
- Rahel Kiwic
- Melanie Müller

1 selvmål
- Wu Haiyan (mod Norge)
- Florijana Ismaili (mod Spanien)